# 維拉 (蘇黎世州)
维拉（德語：Wila）是瑞士联邦苏黎世州普费菲孔区的市镇。该市镇面积为9.21平方千米，海拔高度566米，2018年12月31日人口数为1,971。

## 外部連結
- 维拉官方网站 （页面存档备份，存于） （德文）